# チャンドラヤーン1号
チャンドラヤーン1号（チャンドラヤーン1ごう、サンスクリット語: चंद्रयान-1、英語: Chandrayaan-1）は、インド宇宙研究機関(ISRO)が、2008年10月22日に打ち上げた月探査機である。チャンドラヤーンはサンスクリットの語彙「チャンドラ（चंद्र）」（月）と「ヤーナ（यान）」（乗り物）による合成語をヒンディー語読みしたものであり、直訳すると「月の乗り物」という意味になる。その搭載機器によって月面における水の存在を確定的とする成果を挙げた。

## 概要
インドの宇宙機関が初めて打ち上げた月探査機である。1999年にインド宇宙研究機関は政府に月探査プロジェクトを提案し、バジパイ首相は2003年8月15日の独立記念日演説において、2008年までに探査機を月へ送ることを国民に向け発表した。
可視、近赤外線、低エネルギーX線、高エネルギーX線の各領域における詳細な月表面の観測を行うことが目標とされた。そのペイロードには11の観測機器が搭載され、そのうち6つはアメリカ航空宇宙局（NASA）や欧州宇宙機関（ESA）、ブルガリア科学アカデミーによるものである。
打ち上げにはインド国産ロケットPSLVのブースター増強型であるPSLV-XLを使用し、アーンドラ・プラデーシュ州のシュリーハリコータにあるサティシュ・ダワン宇宙センターより、2008年10月22日午前6時22分（IST）に打ち上られた。打ち上げ後、ロケット分離及び所定軌道への投入に成功し、打ち上げは成功した。
この後、地球周回の月遷移トランスファー軌道周回などを経て、11月8日に月周回軌道へと投入、その後軌道調整を経て、11月12日に高度100キロの月周回極軌道に入った。
ミッション期間は2年間を予定していたが、2009年7月中旬に姿勢制御用スターセンサが故障したことからミッションを1年あまりに短縮することが検討されていた。その後8月29日に通信が途絶し、1年足らずで公式にミッション終了が宣言された。観測チームはミッションの95%は達成されたとしている。

## ミッションスケジュールと進捗
| 活動名称         | 日時                                | 事象/結果                                             |
| ---------------- | ----------------------------------- | ----------------------------------------------------- |
| 打ち上げ         | 2008年10月22日 午前6時22分 (IST)    | PSLV-XLにてサティシュ・ダワン宇宙センターより打ち上げ |
| 月周回へ軌道変更 | 2008年11月8日                       |                                                       |
| 月周回軌道投入   | 2008年11月12日                      | 観測を行う高度100kmの円軌道に移行                     |
| MIP分離          | 2008年11月14日 午後8時31分 (IST)    | 25分後に月面に到達                                    |
| 通信途絶         | 2009年8月29日 午後1時30分ごろ (IST) | 同日深夜にミッション終了宣言                          |

## 主な成果
搭載機器の一つは、探査機本体から切り離して月面に投下されるインパクター「Moon Impact Probe」（重量34kg）であった。2008年11月14日、ネルー初代インド首相の誕生日でもあるこの日を期して探査機本体から切り離されたインパクターは、固体ロケットモーターで制動噴射を行い、25分後に月の南極に近いシャクルトン・クレーターに衝突した。これによってインドは、アメリカ・旧ソ連・日本・欧州宇宙機関に続いて史上5番目に人工物を月面へ到達させることに成功した。
月面鉱物マッピング装置「Moon Mineralogy Mapper（M3）」は水分子とヒドロキシ基によるスペクトル吸収を月面の広範囲より検出した。NASAはこのチャンドラヤーンの観測結果とそれ以前のカッシーニ、エポキシによる観測結果を総合し、月における水の存在が確定的になったとして「サイエンス」誌2009年9月24日号において発表した。さらにNASAはチャンドラヤーンの小型合成開口レーダー(MiniSAR)による観測を解析した結果として、月の北極付近に分布する永久影を持つ40のクレーターにおいて総計6億トンの水が存在するという見積もりを発表している。

## 観測機器
- 地形マッピングカメラ(TMC)
- 高解像度スペクトルカメラ(HySI)
- レーザー高度計(LLRI)

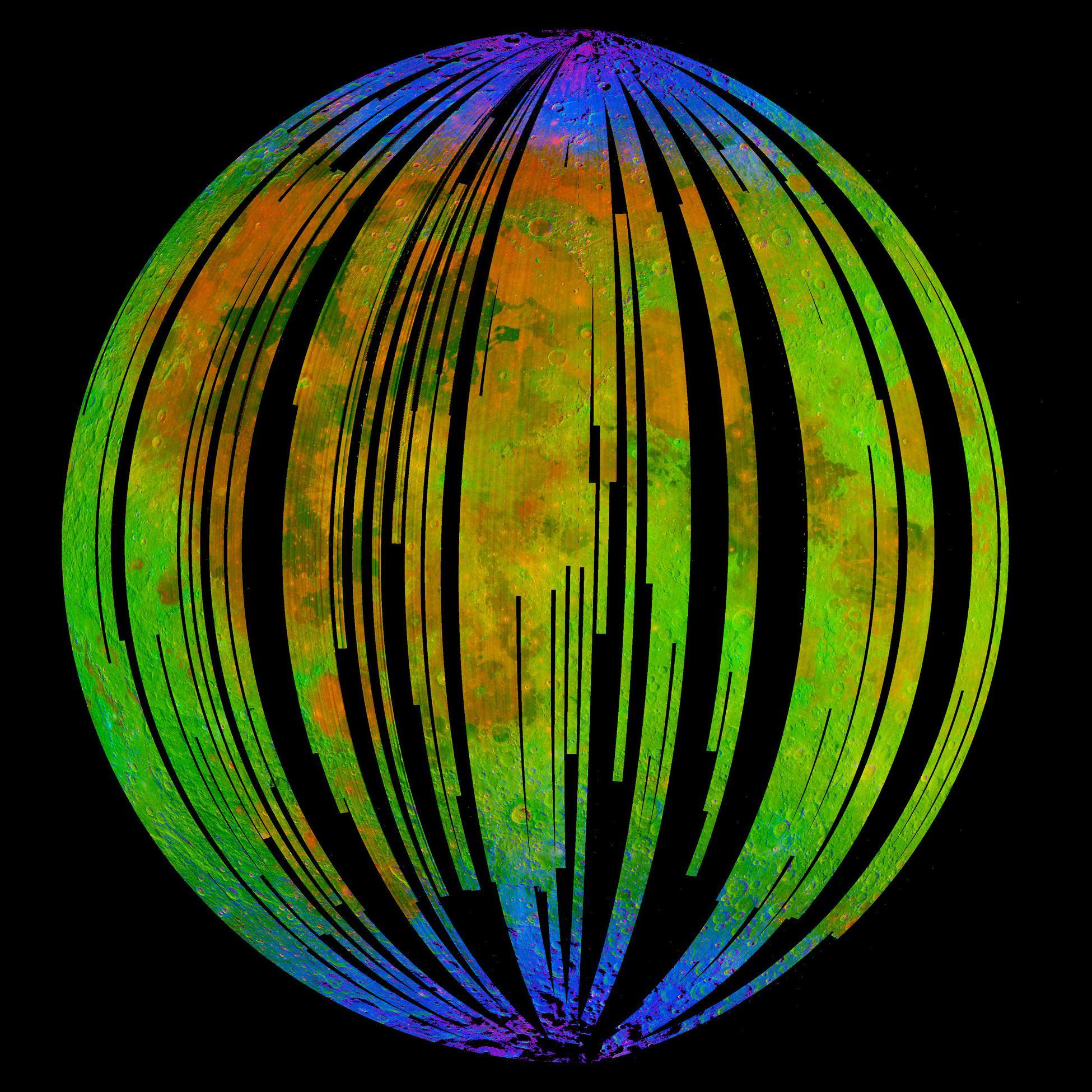
M3の観測データ（NASA提供）

- 高エネルギーX線スペクトロメータ(HEX)
- 月面衝突装置（英語版） (MIP)
- X線スペクトロメータ(C1XS) (ESA提供)
- 近赤外線スペクトロメータ（英語版） (SIR-2) (ESA提供)
- 低キロ電子ボルト原子反射解析装置(SARA) (ESA提供)
- 放射線モニタ(RADOM) (ブルガリア科学アカデミー提供)
- 小型合成開口レーダ(MiniSAR) (NASA提供)
- 月面鉱物マッピング装置（英語版） (M3) (NASA提供)

## これからの計画
当初はロシアが提供する予定の月面着陸機と探査車を搭載し、2014年頃に打ち上げ予定であったが、その後ロシアの計画離脱によってインド独自の月面着陸機と探査車を開発することとなり、改めて2016年から2017年の打ち上げを目指すこととなった。
さらに続くチャンドラヤーン3号で月面からのサンプルリターンを行う構想もある。